# Johann Gottlob Ludwig Ramshorn
Johann Gottlob Ludwig Ramshorn, (auch Ludwig Ramshorn; * 19. November 1768 in Reust; † 10. November 1837 in Altenburg) war ein deutscher Klassischer Philologe und Gymnasiallehrer.

## Leben
Ramshorn war der Sohn des Predigers Christian Friedrich Ramshorn. Er erhielt seine erste Bildung in seinem Elternhaus und kam 1784 an das Lyzeum von Ronneburg. Nach drei Jahren wechselte er 1787 zum Studium der Theologie an die Universität Jena. Neben dem Fachstudium widmete er sich der Geschichte, der Philosophie und den Naturwissenschaften. Um sich sein Studium finanzieren zu können, wurde er Erzieher im Haus des Justizrates Karl Friedrich Walch. 1790 wechselte er als Hauslehrer zum Superintendenten Ehrlich nach Orlamünde. Ramshorn kam 1793 als Lehrer zum Philologen und Numismatiker Hauschild nach Dresden. Hier wandelte Ramshorn, der das Kandidatenexamen in der Theologie mit sehr guten Leistungen bestanden hatte, seine Ausrichtung und befasste sich vermehrt mit der Philologie. Mit der Dissertation De corona civica et laureis ante domum Caesaris Augusti, ad illustranda quaedam auctorum classicorum loca, praesertim verba Ovidii, Metam. I, 562, 563 wurde er 1800 zum Dr. phil. promoviert. Die Dissertation widmete er Franz Volkmar Reinhard.
Ramshorn erhielt 1800 nicht die angestrebte Lehrerstelle an der Fürstenschule Grimma. Deshalb übernahm er kurzzeitig die Stelle als Hauslehrer bei Vizekanzler Dietze in Bautzen. 1801 bekam er schließlich den Ruf als Professor an das Gymnasium Altenburg. Dort wurde er 1802 zusammen mit August Heinrich Matthiä in das Amt eingeführt. 1814 stieg er dort zum ersten Professor auf, bevor er 1837, ausgezeichnet mit dem Titel eines herzoglichen Schulrats, in den Ruhestand verabschiedet wurde. Er machte sich mit seinen Grammatiken einen Namen.
Ramshorn wurde 1814 Ehrenmitglied der Lateinischen Gesellschaft zu Jena und 1824 der Mineralogischen Gesellschaft zu Jena. Ebenfalls 1824 wurde ihm durch die Philosophische Fakultät der Universität Jena die Ehrendoktorwürde verliehen. 1833 erhielt er schließlich vom König Friedrich Wilhelm III. von Preußen eine goldene Medaille.

## Schriften (Auswahl)
- Dissertatio philologica de corona civica et laureis ante domum Caesaris Augusti, ad illustranda quaedam auctorum classicorum loca, praesertim verba Ovidii, Metam. I, 562, 563, Gerlach, Dresden 1800.
- Practische Grammatik der lateinischen Sprache, Vogel, Leipzig 1824 (überarbeitete und vermehrte Ausgabe des Werkes von Christian Gottlob Bröder).
- Lateinische Schulgrammatik, Vogel, Leipzig 1826.
- Lateinische Grammatik, 2 Bände, Vogel, Leipzig 1830.
- Synonymisches Handwörterbuch der lateinischen Sprache, Baumgärtner, Leipzig 1835.